# Histoires Naturelles Tour
Albums de Nolwenn Leroy
Histoires naturelles
(2005) Le Cheshire Cat et moi
(2009)
Tournées par Nolwenn Leroy
Suivre une étoile Tour Le Cheshire Cat et Vous Tour
Histoires Naturelles Tour est le premier album live de la chanteuse Nolwenn Leroy.
L'Histoires Naturelles Tour est la deuxième tournée de la chanteuse. Elle donne 34 concerts en France et passera par 3 reprises à l'Olympia. Le succès de son album Histoires naturelles est tel que Nolwenn Leroy et ses musiciens partent sur les routes de France et de Belgique pour une nouvelles séries de 29 concerts. S'ensuivra une tournée d'été de 15 dates.

## Titres
| 1.      | Intro                                  |                                                  | 0:22 |
| 2.      | Mélusine                               | Yasmin Shah                                      | 3:53 |
| 3.      | Histoire Naturelle                     | Yasmin Shah, Arnaud Rozenblat                    | 4:03 |
| 4.      | Mystère                                | Nolwenn Leroy, William Rousseau, Rodrigue Janois | 3:48 |
| 5.      | Rien de mieux au monde                 | Antoine Essertier                                | 3:47 |
| 6.      | Mon ange                               | J. Hartman, M. Karlegard, A. Karlegard           | 4:26 |
| 7.      | L'enfant cerf-volant                   | Kent, Laurent Voulzy                             | 3:41 |
| 8.      | Running Up That Hill                   | Kate Bush                                        | 5.44 |
| 9.      | Les chimères                           | Frank Eulry                                      | 1:51 |
| 10.     | Le rêve des filles                     | Laurent Voulzy                                   | 5:40 |
| 11.     | One And Only (duo avec Teitur)         | J. Cohen, T. Lassen, M. Ochs                     | 3:24 |
| 12.     | Time After Time                        | R. Hyman, C. Lauper                              | 4:12 |
| 13.     | Une femme cachée                       | Christine Lidon, Daniel Lavoie                   | 3:40 |
| 14.     | Suivre une étoile                      | Élisabeth Anaïs, Laurent Voulzy                  | 4:00 |
| 15.     | Reste encore (duo avec Laurent Voulzy) | Jean Szczepanik, Laurent Voulzy                  | 4:09 |
| 16.     | J'aimais tant l'aimer                  | Alain Souchon, Laurent Voulzy                    | 4:10 |
| 17.     | A Song For You                         | Leon Russel                                      | 3:54 |
| 18.     | Cassé                                  | Lionel Florence, Francis Maggiulli               | 5:24 |
| 19.     | Nolwenn Ohwo !                         | Nolwenn Leroy, Alain Souchon, Laurent Voulzy     | 5:28 |
| 20.     | Endormie                               | Julien Voulzy                                    | 3:21 |
| 1:18:00 |                                        |                                                  |      |

## Classement hebdomadaire
| Classement (2007)            | Meilleure position |
| ---------------------------- | ------------------ |
| Belgique (Wallonie Ultratop) | 21                 |
| France (SNEP)                | 25                 |